# Adolf Rhemen
Adolf svobodný pán Rhemen (německy Adolf Freiherr Rhemen zu Barensfeld) (22. prosince 1855 Rastatt – 11. ledna 1932 Rekawinkel, Rakousko) byl rakousko-uherský generál. V rakousko-uherské armádě sloužil od roku 1876 a u posádek na různých místech monarchie postupoval v hodnostech. Za první světové války se jako velitel 13. armádního sboru zúčastnil bojů na Balkáně i na východní frontě. V letech 1916–1918 zastával funkci generálního guvernéra v okupované části Srbska, v armádě nakonec dosáhl hodnosti generálplukovníka (1917). Po rozpadu monarchie byl v prosinci 1918 penzionován.

## Životopis

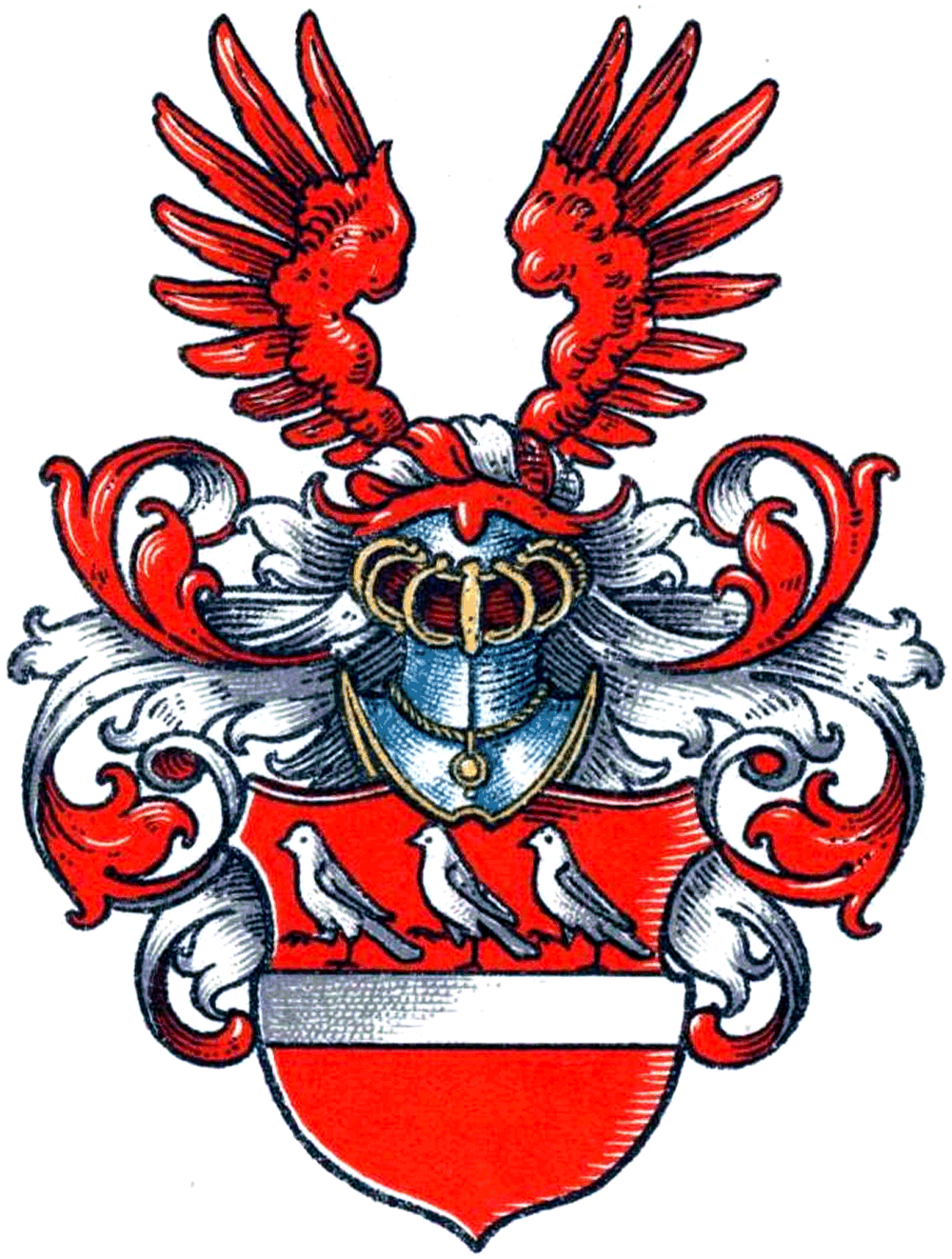
Erb rodu Rhemenů z Barensfeldu

Pocházel ze starého německého šlechtického rodu, byl synem c. k. generálmajora barona Petera Rhemena (1789–1872). V roce 1872 začal studovat na Tereziánské vojenské akademii ve Vídeňském Novém Městě, studium dokončil v roce 1876 v hodnosti poručíka a nastoupil ke 14. pěšímu pluku. Později si doplnil vzdělání na Válečné škole (Kriegsschule) ve Vídni (1882–1884) a mezitím postupoval v hodnostech (nadporučík 1881, kapitán 1884). Poté se stal štábním důstojníkem a byl mimo jiné náčelníkem štábu 31. pěší divize v Budapešti. V roce 1894 byl povýšen na majora a působil u štábu 2. armádního sboru ve Vídni. Jako podplukovník (1896) byl pak přeložen k 79. pěšímu pluku v Karlovaci a následně v hodnosti plukovníka (1899) povýšil na náčelníka štábu 13. armádního sboru v Záhřebu (1899–1905).
V roce 1905 byl povýšen na generálmajora, poté sloužil jako velitel 36. pěší divize v Záhřebu, jeho dalším působištěm bylo Sarajevo a Pljevlja, od roku 1909 byl velitelem 34. pěší divize v Temešváru. V roce 1910 byl jmenován polním podmaršálem a v letech 1912–1916 byl velitelem 13. armádního sboru v Záhřebu. V dubnu 1914 získal hodnost generála pěchoty a na začátku první světové války velel v Srbsku, později byl přeložen na východní frontu do Haliče. V červenci 1916 byl jmenován guvernérem okupované části Srbska (Generální guvernorát Srbsko). K datu 1. května 1917 získal druhou nejvyšší armádní hodnost generálplukovníka. V polovině května 1918 se s generálem Sarkotićem a hrabětem Clam-Martinicem zúčastnil konference o státoprávním uspořádání území na Balkáně. V závěru první světové války se v roce 1918 zapojil do závěrečných bojů na Soluňské frontě. Dne 3. října 1918 byl vystaven pokusu o atentát, kterému zabránil jeho pobočník, a ještě před rozpadem monarchie rezignoval na funkci generálního guvernéra v Srbsku. Po zániku Rakouska-Uherska byl k datu 1. prosince 1918 penzionován a od té doby žil v soukromí.

## Tituly a ocenění
Jako velitel 13. armádního sboru byl v roce 1913 jmenován c. k. tajným radou s nárokem na oslovení Excelence. Během své vojenské dráhy získal řadu vyznamenání v Rakousku-Uhersku, ale i v zahraničí.

### Rakousko-Uhersko
- Bronzová vojenská záslužná medaile (1898)
- Jubilejní pamětní medaile (1898)
- Služební odznak pro důstojníky III. třídy (1901)
- Řád železné koruny III. třídy (1903)
- Vojenský jubilejní kříž (1908)
- rytířský kříž Leopoldova řádu (1909)
- Služební odznak pro důstojníky II. třídy (1911)
- Mobilizační kříž (1913)
- Řád železné koruny I. třídy s válečnou dekorací (1914)
- Vyznamenání za zásluhy o Červený kříž s válečnou dekorací (1915)
- Leopoldův řád I. třídy s válečnou dekorací (1915)
- velkokříž Leopoldova řádu s válečnou dekorací (1916)
- Vojenský záslužný kříž I. třídy s válečnou dekorací (1917)
- velkokříž Královského uherského řádu svatého Štěpána (1917)[12]

### Zahraničí
- Řád Filipa Velkomyslného II. třídy (1880, Hesensko)
- komandér Řádu rumunské koruny (1887, Rumunsko)
- Řád červené orlice III. třídy (1896, Německo)
- Řád lva a slunce II. třídy (1900, Persie)
- Řád Takova II. třídy (1903, Srbsko)
- Řád Osmanie II. třídy (1910, Osmanská říše)
- velkokříž Řádu Albrechtova (1914, Sasko)
- Železný kříž II. třídy (1915, Německo)
- Řád slávy (1917, Osmanská říše)
- Železný kříž I. třídy (1917, Německo)
- velkokříž Záslužného řádu bavorské koruny (1918, Bavorsko)
- Zlatá a stříbrná medaile Řádu Imtiaz (1918, Osmanská říše)